# Gameleira de Goiás
Gameleira de Goiás är en kommun i Brasilien.   Den ligger i delstaten Goiás, i den sydöstra delen av landet, 110 km sydväst om huvudstaden Brasília. Antalet invånare är 3 275. Arean är 595 kvadratkilometer.
Terrängen i Gameleira de Goiás är platt åt nordväst, men åt sydost är den kuperad.
Omgivningarna runt Gameleira de Goiás är huvudsakligen savann. Runt Gameleira de Goiás är det mycket glesbefolkat, med 7 invånare per kvadratkilometer.